# 創藝舎
創藝舎（そうげいしゃ）は、東京都豊島区に本社を置く編集プロダクション。

## 略歴
2005年、佐々木一憲により編集プロダクションとして創業。創業当時は佐々木がそれまで定期的に行ってきたムック編集の強みを活かし、ムック本を1冊丸請けするスタイルが多かった。
三笠書房で『グーグル完全活用法』を著作。これが38万部のヒットとなった。

## 外部サイト
- 創藝舎